# Rhetorica
Rhetorica: A Journal of the History of Rhetoric è la pubblicazione ufficiale della Società Internazionale per la Storia della Retorica. È una rivista accademica trimestrale sottoposta a revisione paritaria e pubblicata dalla University of California Press, a Berkeley, in California. 
La rivista include articoli, recensioni di libri e bibliografie che esaminano la teoria e la pratica della retorica in tutti i periodi e le lingue e il loro rapporto con la poetica, la filosofia, la religione e il diritto. Le lingue ufficiali della società e della rivista sono: inglese, francese, tedesco, italiano, latino e spagnolo.